# Telefotografie

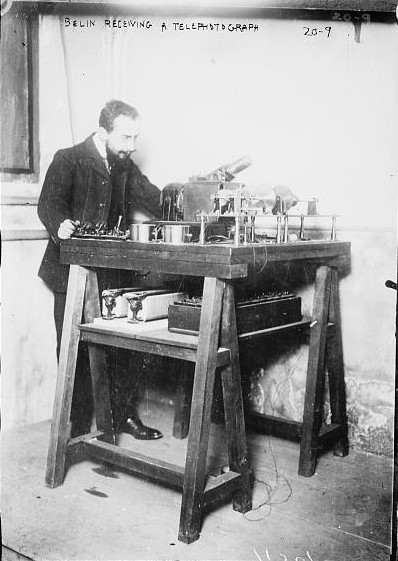
Édouard Belin a jeho belinograf z roku 1913.

Telefotografie, belinograf, telestreograf (anglicky wirephoto) je posílání obrazu pomocí telegrafu nebo telefonu.

## Historie
V roce 1902 se zabýval technologií telefotografie Arthur Korn, snažil se převést obraz na signál, který se potom pomocí kabelů přenáší na jiné vzdálené místo. Fotografie po drátech (Wire-Photos) byla po Evropě hojně rozšířena r. 1910, a mezinárodně roku 1922.
Édouard Belin vynalezl první systém přenosu obrazu po drátě tzv. belinograf roku 1913, který skenoval obraz pomocí fotobuněk a přenášel jej po obyčejné telefonní lince. Systém byl založen na stejných principech, které se dodnes používají ve faxových přístrojích. Předloha se osvětlovala po řádcích a světelný signál byl převeden na elektrický. Édouard Belin položil základ pro službu firmy AT&T Wirephoto service. V Evropě se podobná služba označovala jako Belino.
Společnost Western Union přenesla první polotónovou fotografii roku 1921. Společnost AT&T ji napodobila roku 1924 a RCA poslala tzv. radiophoto roku 1926. Americká agentura Associated Press začala systém posílání fotografií po telefonu používat od roku 1935 a vlastnila ochrannou známku na tzv. AP Wirephoto v období mezi 1963 a 2004. První AP Wirephoto byl obrázek, který znázorňoval havárii malého letadla v pohoří Adirondack Mountains ve státě New York.
Technologicky i obchodně byla telefotografie nástupcem vynálezu Ernesta A. Hummela - telediagrafu z roku 1895. Tehdy byly přeneseny elektricky naskenované fólie originálů přes vyhrazený okruh spojující New York Herald, Chicago Times Herald, St. Louis Republic, Boston Herald a Philadelphia Inquirer.
V Československu byl belinograf zaveden roku 1936.